# PSP
PlayStation Portable (официално PSP (пи-ес-пи)) е преносима игрална конзола, продукт на Sony Computer Entertainment.

## История
PSP конзолата е обявена на пресконференция на Sony през 2003 година. Продажбите стартират на 12 декември 2004 в Япония;
САЩ – 24 март 2005, ЕС и Австралия – 1 септември 2005
На изложението Е3 през 2008 г. по време на премиерата на плейстейшън в Токио, Sony обявява, че Play Station Portable включва:
PSP игри, аудио, видео, изображения, Wi-Fi безжична връзка.
Има слот за Memory Stick Duo до 32GB. Работи с UMD дискове за игри.
PSP системите са:
PSP 1000 aka Phat /
PSP 2000 aka Slim&Lite /
PSP 3000 aka Bride /
PSP N1 aka Go!

## Хардуер
Размерът на PlayStation Portable е приблизително 17 × 7.3 × 2.2 см (6.7 × 2.9 × 0.9 in), и тежи 280 грама. Предната част на конзолата е доминирана от нейния 11 см (4.3 инчов) LCD екран, който поддържа 480 × 272 пиксела видео възпроизвеждане и 16.77 милиона цвята. Също отпред са 4-те главни бутона. (, , , ) Освен това, системата има джойстик, два бутона – ляв и десен, USB 2.0 mini-B порт на конзолата отгоре, WLAN и вход за зарядно. Гърбът на PSP има UMD устройство за игри и филми, и четец, поддържащ Memory Stick Duo flash card се намира на лявата част на системата. Други особености са IrDA съвместим с инфрачервен порт и вход за стерео слушалки, IEEE 802.11b Wi-Fi достъп до Интернет, ad-hoc multiplayer gaming, и пренос на данни.
PSP има 1800 mAh батерия (1200 mAh на 2000 и 3000 модел) която предоставя 4 – 6 часа игра, 4 – 5 часа възпроизвеждане на видео, или 8 – 11 часа възпроизвеждане на аудио. Официалните аксесоари за конзолата са AC адаптор, адаптор за кола, слушалки, слушалки с дистанционно управление, батерия с удължен живот 2200, зарядно за батерии, калъф за пренасяне, торбичка за аксесоари, кърпа за почистване и каишка за ръка.